# Alegeri pentru Primăria Londrei, 2008
Pe 1 mai 2008 au avut loc alegerile pentru Adunarea Londrei, împreună cu alegerile pentru primar al Londrei, 2008. Conservatorii au câștigat două locuri, liberal-democrații au pierdut două locuri, laburiștii au câștigat un loc și UKIP (Partidul Independența Marii Britanii) a fost îndepărtat. De observat faptul că un candidat din partea BNP-ului (Partidul Național al Britaniei) a fost ales pentru prima dată. Adunarea Londrei este aleasă de către Additional Member System. O suplimentare de unsprezece membri este alocată de votul London wide top-up însă trebuie ca părțile trebuie să câștige cel puțin 5% din voturi pentru a se clasifica pentru lista de locuri. Înainte de aceste alegeri locurile erau ocupate de 5 liberal-democrați, 2 laburiști, 2 membri ai Partidului Verde și 2 de la One London.
Cei doi membri de la One London au fost aleși în calitate de candidați pentru Partidul Independența Marii Britanii dar apoi s-au alăturat sau au sprijinit dizolvarea Partidului Veritas și mai apoi au părăsit Partidul Veritas pentru a forma One London. Astfel campania laburiștilor pentru Adunarea Londrei a fost considerată mult mai bună decât campania lor pentru alegerile locale, care a avut loc în aceeași zi, unde au pierdut peste 330 consilieri.

## Candidații circumscripției electorale
Conservatorii, laburiștii, liberal-democrații, membrii Partidului Verde, cei ai Partidului Independența Marii Britanii, Left List și democrații-englezi au fost candidați în fiecare circumscripție, în timp ce alinața creștină a fost candidată sub numele de Alianța Oamenilor Creștini și Partidul Creștin, în toate circumscripțiile în afară de una: WestCentral. National Front a fost prezent în cinci circumscripții, George Galloway a fost prezent într-o circumscripție (City și East), Veritas într-o circumscripție (Barnet și Camden), Socialist Alternative a fost prezent într-o circumscripție (Greenwich și Lewishan). Partidul Socialist și Animal Count au fost în Lambeth și Southwark. Partidul Free England a fost în SouthWest. BNP-ul s-a luptat pentru un loc în City și East. Au fost de asemenea și candidați independenți în Bexley, City și East, Havering și Redbridge și West Central.

## Rezultate pentru Top-up
Voturile din partea liberal-democraților și UKIP, au fost destul de puține comparativ cu anul 2004, UKIP fiind înlaturat complet iar liberal democrații au pierdut două locuri. Participarea la vot a laburiștilor a crescut, dar datorită faptului că au câștigat un loc în FPTP, nu au mai câștigat nici un loc în plus în Additional Members față de 2004. Cea mai mare creștere a fost votul pentru conservatori, realizând cea mai mare creștere de pe listele partidelor, 34% (încă mai mică decât FPTP-ul total, deoarece Additional Member System elimină votul tactic, din moment ce voturile pentru partidele mici de pe listă ar putea ușor a le oferi un scaun, intrucât la votul electoratului doar partidele principale au șansa de a câștiga); ca un rezultat și de asemenea ca urmare a pierderii unui loc FPTP, au câștigat trei membri suplimentari față de 0 cât aveau.